# Cadmus M. Wilcox
Cadmus Marcellus Wilcox (Wayne County, North Carolina, 20 mei 1824 - Washington D.C., 2 december 1890) was een generaal die vocht in de Amerikaanse Burgeroorlog in het Confederate States Army.

## Jeugd en opleiding
Toen hij twee jaar oud was, verhuisde zijn gezin naar Tipton County, Tennessee, waar hij opgroeide.
Hij studeerde aan de Cumberland University en ging dan naar de United States Military Academy in West Point, New York, waar hij in 1846 afstudeerde als 54e van  59 cadetten. Klasgenoten waren de latere generaals George B. McClellan, Stonewall Jackson en George Pickett. 

## Mexicaans-Amerikaanse Oorlog
Op 1 juli ging hij als tweede luitenant bij het 4th U.S. Infantry.
In 1847 bij het begin van de Mexicaans-Amerikaanse Oorlog ging hij naar Monterrey. Als aide-de-camp van generaal-majoor John A. Quitman vocht hij in de Slag bij Veracruz en de Slag bij Cerro Gordo. Voor moed in de Slag bij Chapultepec en de Slag om Mexico-Stad werd hij op 13 september bevorderd tot eerste luitenant.

## Europa
In de herfst van 1852 tot de zomer van 1857 ging Wilcox terug naar West Point als instructeur van militaire tactiek.
Omwille van zijn slechte gezondheid kreeg hij een jaar verlof in Europa.
Hij keerde terug naar West Point en publiceerde een handboek over geweren en schieten met geweren.
Wilcox publiceerde een vertaald werk over infanterie in het Oostenrijks Leger.

## New Mexico
In 1860 werd hij als kapitein naar New Mexico gezonden.

## Amerikaanse Burgeroorlog

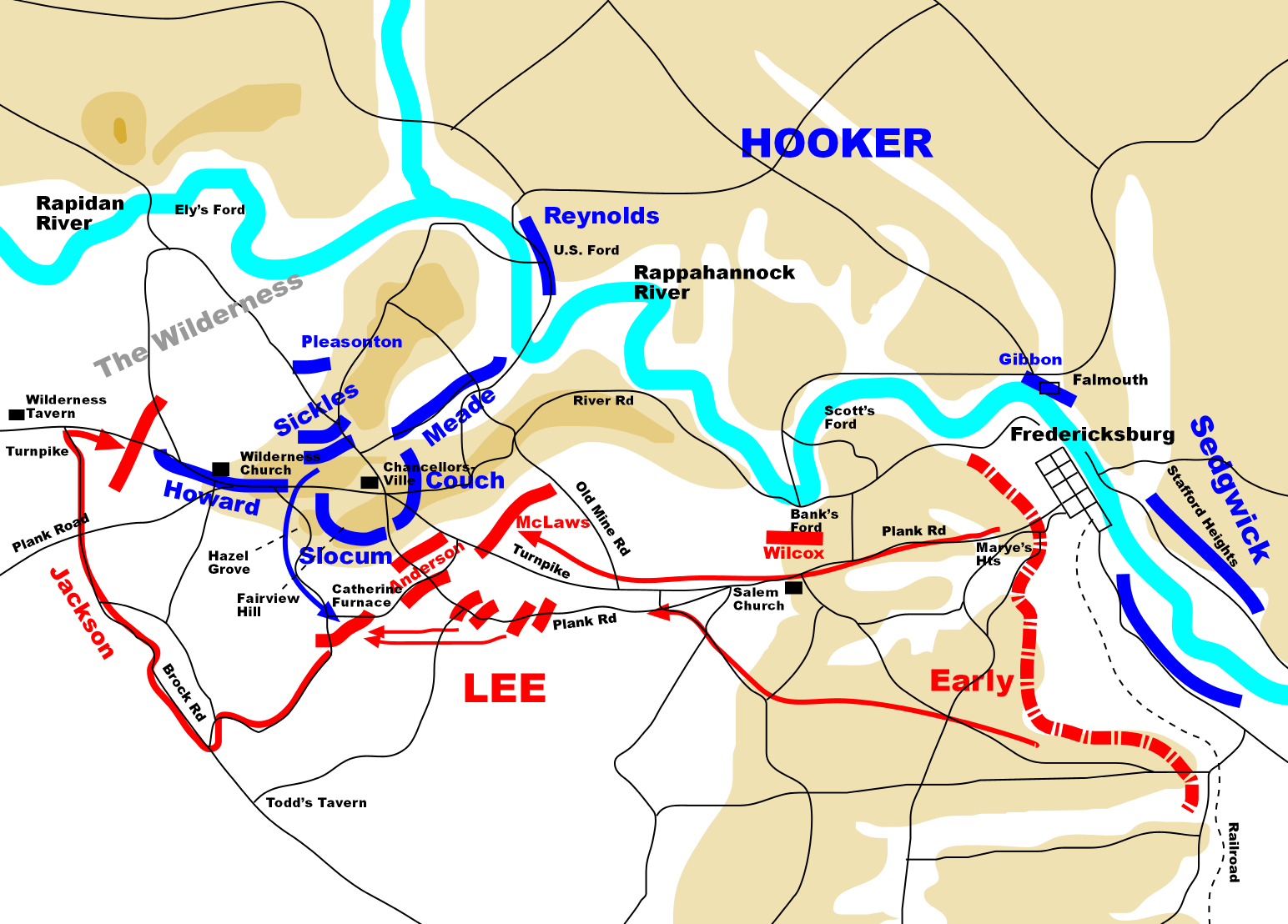
In de Slag bij Chancellorsville stond Wilcox in het midden

In 1861 vernam hij de afscheiding van Tennessee. Op 8 juni nam hij ontslag uit het Noordelijk leger en reisde hij naar Richmond, Virginia, waar hij op 16 maart als kapitein dienst nam bij de artillerie van het zuidelijk leger. Op 9 juli werd hij bevorderd tot kolonel en kreeg hij het bevel over het 9e infanterieregiment van Alabama.
Wilcox vervoegde op 16 juli het army of the Shenandoah van brigadegeneraal Joseph E. Johnston.
Hij marcheerde naar Manassas (Virginia) om het Army of the Potomac van generaal P.G.T. Beauregard te versterken voor de Eerste Slag bij Bull Run op 21 juli.
Op 21 oktober werd hij bevorderd tot brigadegeneraal en kreeg hij het bevel over een brigade met het 3e infanterieregiment van Alabama, het 1e van Mississippi en het 1e van Virginia Infantry en een batterij artillerie. De brigade hoorde bij de divisie van generaal-majoor James Longstreet.
In de Schiereilandveldtocht vocht Wilcox op 5 mei 1862 in de Slag bij Williamsburg.
In de Slag bij Seven Pines in 1862 voerde Wilcox het bevel over twee brigades.
In de Slag bij Gaines' Mill op 27 juni leidde hij drie brigades: de zijne, die van Featherston en die van Pryor.
Op 30 juni in de Slag bij Glendale in de Zevendagenslag sneuvelden bijna al zijn officieren.
Hijzelf had zes kogels in zijn uniform, maar hij was niet ernstig gewond.
Toen Longstreet het bevel kreeg over een legerkorps, kreeg Wilcox de helft van diens divisie. Hij trok ermee in de Tweede Slag bij Bull Run, maar werd in reserve gehouden zonder actie. In de Marylandveldtocht kreeg Wilcox opnieuw een brigade, nadat zijn divisie samengevoegd was met die van Richard H. Anderson.
Bij de Slag bij Antietam lag hij ziek te Martinsburg (West Virginia), terwijl een kolonel zijn brigade leidde.
Onder generaal-majoor Richard H. Anderson vertraagde de brigade van Wilcox in de Slag bij Chancellorsville in mei 1863 het VI Corps in zijn opmars naar  Fredericksburg (Virginia) in de Slag bij Salem Church. Op 30 mei ging Wilcox met zijn brigade over naar het 3e legerkorps onder luitenant-generaal A.P. Hill.
Wilcox vocht in de zomer van 1863 in de Slag bij Gettysburg. Op de tweede dag op 2 juli liep zijn charge vast tegen de 1st Minnesota Volunteer Infantry.
Op de 3e gas bij de Pickett's Charge steunde zijn brigade de rechterflank van generaal-majoor George Pickett. Zwaar artillerievuur vanaf Cemetery Ridge onder luitenant-kolonel Freeman McGilvery stopte de aanval van Wilcox en dwong hem om zijn brigade terug te trekken.
Na de dood van William Dorsey Pender te Gettysburg werd Wilcox op 3 augustus generaal-majoor en kreeg hij het bevel over de divisie van Pender in het 3e legerkorps van A.P. Hill.
De divisie vocht in de Overlandveldtocht tot de Slag bij Appomattox Courthouse. In de laatste dagen van het Beleg van Petersburg in 1865 hield Wilcox de Noordelijken op 2 april bij Fort Gregg lang genoeg op zodat Longstreet de terugtocht naar het westen kon dekken.

## Spoorbaas
Na de oorlog weigerde Wilcox een post bij het Egyptisch Leger. In 1886 benoemde president Grover Cleveland Wilcox als hoofd van een spoorwegafdeling in Washington, D.C., waar hij tot zijn pensioen werkte.
Wilcox trouwde nooit. Na de dood van zijn broer John in februari 1865 zorgde hij voor diens weduwe en kinderen.
Wilcox stierf toen hij 66 was. Vier Zuidelijke en vier Noordelijke generaals droegen zijn kist.

## Militaire loopbaan
- Kadet United States Military Academy: 1 september 1842 - 1 juli 1846[2]
- Brevet. Second Lieutenant, 4th Infantry: 1 juli 1846[2]
- Second Lieutenant, 7th Infantry: 16 februari 1847[2]
- Brevet First Lieutenant: 13 september 1847[2]
- First Lieutenant, 7th Infantry: 24 augustus 1851[2]
- Captain, 7th Infantry: 20 december 1860[2]
- Ontslag genomen USA: 8 juni 1861[2]
- Captain (CSA): 16 maart 1816
- Colonel (CSA): 9 juli 1861
- Brigadier General (CSA): 21 oktober 1861
- Major General (CSA): 3 augustus 1863